# Euploea eretria
Euploea eretria är en fjärilsart som beskrevs av Hans Fruhstorfer 1910. Euploea eretria ingår i släktet Euploea och familjen praktfjärilar. Inga underarter finns listade i Catalogue of Life.